# Саїдова Світлана Бурханівна
Світлана Бурханівна Саїдова (7 листопада 1954 ) — українська тренерка з плавання. Головна тренерка збірної України з синхронного плавання з 2000 року, заслужений тренер України, заслужений працівник фізичної культури та спорту, почесна громадянка Харківської області, Майстер спорту СРСР з художньої гімнастики.
Президентка Федерації синхронного плавання Харківської області та віцепрезидентка Федерації синхронного плавання України. Членкиня європейського комітету «ЛЕН» та комітету ФІНА. Міжнародна спортивна суддя категорії «А» (судила Олімпійські Ігри 2004 року в Афінах).

## Біографія
Світлана Саїдова закінчила з відзнакою спортивний факультет та отримувала Ленінську стипендію в Таджицькому інституті фізичної культури та спорту. Будучи студенткою в 1971—1975 рр. обиралася депутаткою Душанбінської міської Ради (посвідчення № 189, 1975), членкинею Бюро центрального комітету комсомолу. З 1972 року, одночасно із заняттями в інституті, працювала тренеркою з художньої гімнастики.
Після закінчення інституту працювала хореографкою у збірній команді Таджикистану з акробатики. У 1978 році Світлана переїхала до Харкова, де почала працювати хореографом у спортивній гімнастиці та тренером з художньої гімнастики. 1982 року в басейні «Кондиціонер», Віталій Микитович Зуб — голова обласного комітету з фізичної культури — запровадив синхронне плавання до списку спортивних занять, що викладаються у спорткомплексі. Світлана Саїдова погодилася стати першим тренером, який викладає цю нову, на той час, спортивну дисципліну.
З 1983 року Світлана Бурханівна працювала тренером у збірній команді України із синхронного плавання, з 2000 року працює головним тренером національної команди із синхронного плавання. Зокрема, на Олімпійських іграх-2020 у Токіо збірна України з синхронного плавання завоювала дві бронзові медалі. Для збірної України це стали перші нагороди на Олімпіадах за всю історію Незалежності. Тренування продовжуються навіть в умовах війни.
Упродовж багатьох років виграє конкурс «Тренер року» у Харківській області.

## Особисте життя
Чоловік: Саїдов Юхим Михайлович, підприємець. Двоє синів.

## Досягнення у професійній діяльності та нагороди
Світлана Саїдова підготувала:
- 76 майстрів спорту України
- 12 майстрів спорту СРСР
- 30 майстрів спорту міжнародного класу
- 12 заслужених майстрів спорту України

Результати:
- Кубок Європейських Чемпіонів у Великій Британії у 2011 році, бронзові медалі серед дуетів та груп, золота медаль у комбінованій групі.
- Чотири бронзові медалі (соло, дует, група, комбі) на Чемпіонаті Європи у 2008 році в Ейндховені (Нідерланди) та у 2010 році у Будапешті (Угорщина).
- Чотири срібні медалі (соло, дует, група, комбі) на Чемпіонаті Європи серед молоді у Фінляндії, та три срібні медалі (соло, дует, комбі) на Чемпіонаті Світу серед молоді в Америці у 2010 році
- Дві срібні (група та комбі) та дві бронзові медалі (дует та соло) на Чемпіонаті Європи серед молоді у Великій Британії у 2009 році
- Фіналістки серед дуетів на Олімпійських Іграх (2004 та 2008 роки)
- Три бронзові медалі на Чемпіонаті Світу в Барселоні (Іспанія) у 2013 році
- Одна золота, дві срібні та одна бронзова медаль на Чемпіонаті Європи у Берліні (Німеччина) у 2014 році
- Одна золота та дві срібні медалі на Кубку Європи (Нідерланди, 2015 рік)

## Громадська діяльність
2000 року ініціювала та створила «Новорічну казку на воді» для дітей Харківської області. Вистава проводиться щорічно та збирає тисячі малюків міста.
Задля підтримки всебічного розвитку своїх вихованок Світлана Саїдова створила виставку робіт дівчаток: вишивка, плетіння, малюнки. Експозиція знаходиться у басейні «Локомотив», місто Харків.
Саїдова заохочує виховання відповідальності та самостійності своїх учениць. Дівчата вивчають комп'ютерні програми для розвитку синхронного плавання в Україні (суддівські програми, графіка, відео та музичні програми), навчаються піклуватися про молодших спортсменок 5-8 років, організовують шоу під час відкриття та закриття змагань.

## Нагороди та відзнаки
- Присвоєно звання «Заслужений тренер України» (1993 р)
- Подяка Президента України, 2009 рік
- Почесна грамота Кабінету Міністрів України (від 24 листопада 2009 року)
- Почесний працівник фізичної культури та спорту (№ 3656 від 05.09.2008 р),
- Нагороджена знаком «Залізнична Слава» 2-го та 3-го ступеня (№ 1289 від 12.11.2004 р),
- Почесний знак голови Харківської обласної державної адміністрації «Слобожанська Слава» (№ 87 від 04.01.2003 р).
- Присвоєно звання Заслуженого працівника фізичної культури та спорту (від 8.09.2012 р.)
- Почесний громадянин Харківської області
- Нагороджена орденом Княгині Ольги 3-го та 2-го ступенів (2016 та 2020 відповідно)